# Wolfgang Kietzer
Wolfgang Kietzer (* 26. Dezember 1947 in Hüttenbusch (Worpswede)) ist ein deutscher Politiker und ehemaliges Mitglied der Bremischen Bürgerschaft (SPD).

## Biografie
Kietzer absolvierte eine Ausbildung zum Kfz-Elektriker. Er ist mit Helga Kietzer verheiratet und in Bremen-Hemelingen wohnhaft.
Kietzer ist Mitglied der SPD. In den 2000er Jahren war er Vorsitzender des Ortsvereins Findorff und wechselte später zum Ortsverein Arbergen/Mahndorf, in dem er bis 2016 ebenfalls als Vorsitzender tätig war. Er war in verschiedenen Funktionen aktiv, u. a. als Mitglied im SPD Unterbezirksvorstand Bremen-West.
Von 1979 bis 1987 war er während der 10. und 11. Wahlperiode acht Jahre lang Mitglied der Bremischen Bürgerschaft und dort in verschiedenen Deputationen tätig.